# ناتالیا لیوینگستون
ناتالیا لیوینگستون (انگلیسی: Natalia Livingston؛ زادهٔ ۲۶ مارس ۱۹۷۶) یک هنرپیشه اهل ایالات متحده آمریکا است. وی از سال ۲۰۰۲ میلادی تاکنون مشغول فعالیت بوده‌است.